# Charlotte Wolter

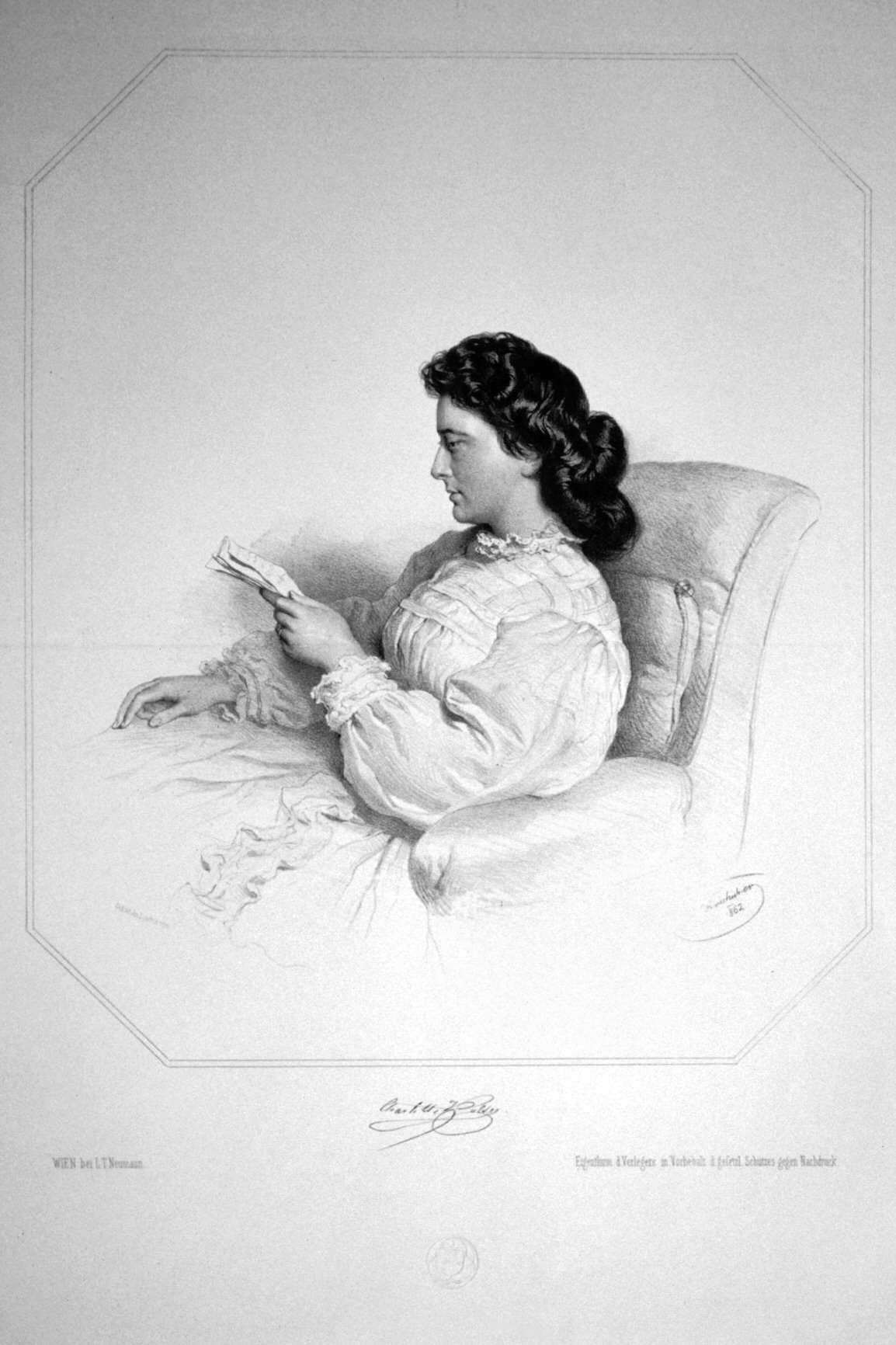
Lithographie von Joseph Kriehuber (1862)

Elisabeth Charlotte Wolter, verheiratete Gräfin O’Sullivan-Wolter (* 1. März 1834 in Köln; † 14. Juni 1897 in Hietzing/Wien), war eine deutsche Schauspielerin. Sie war bekannt für ihre selbst entworfenen Kostüme und ihre kräftige Mezzosopran-Stimme (den „Wolter-Schrei“).

## Leben

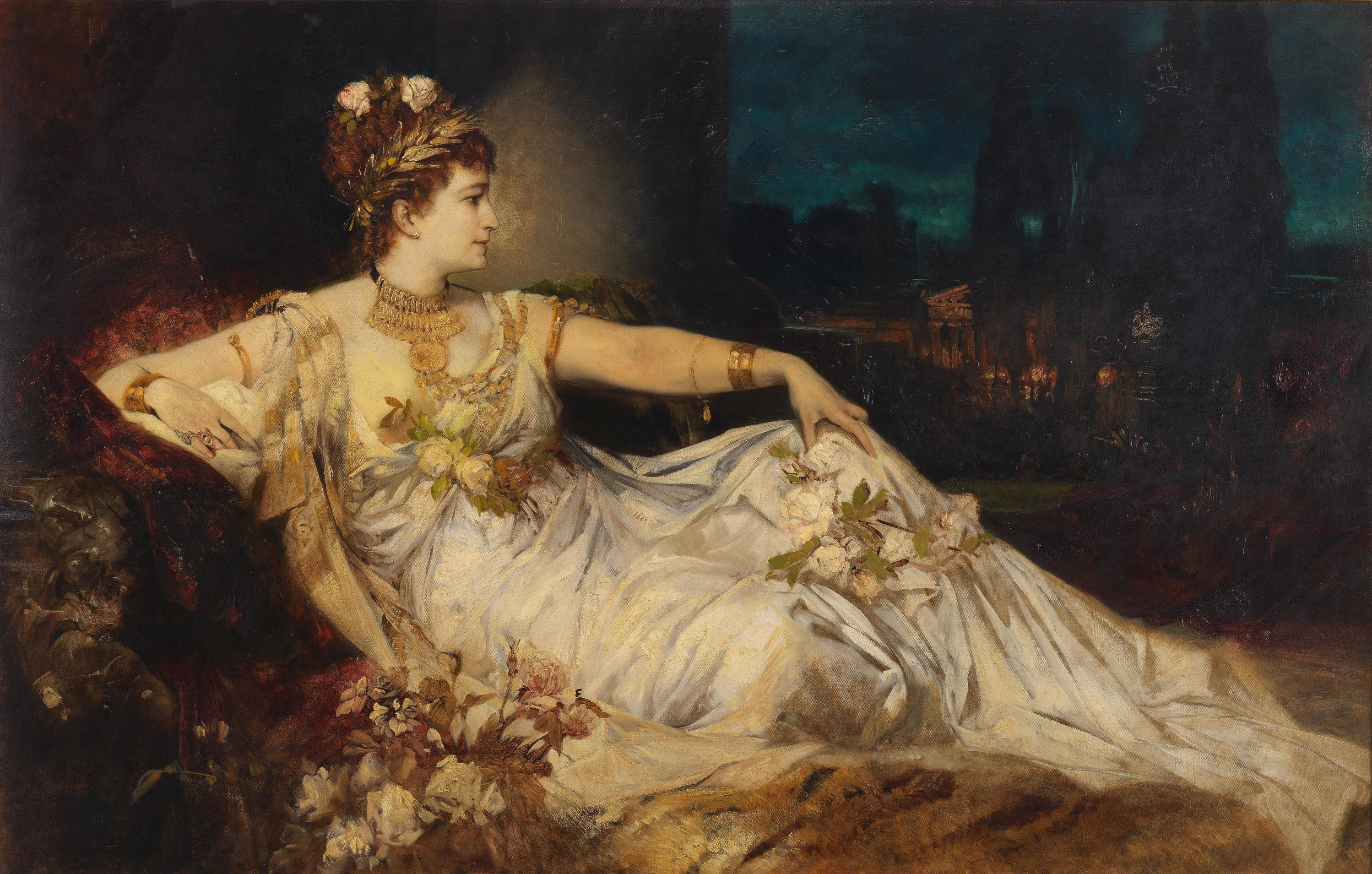
Charlotte Wolter als Messalina, Gemälde von Hans Makart (um 1875)

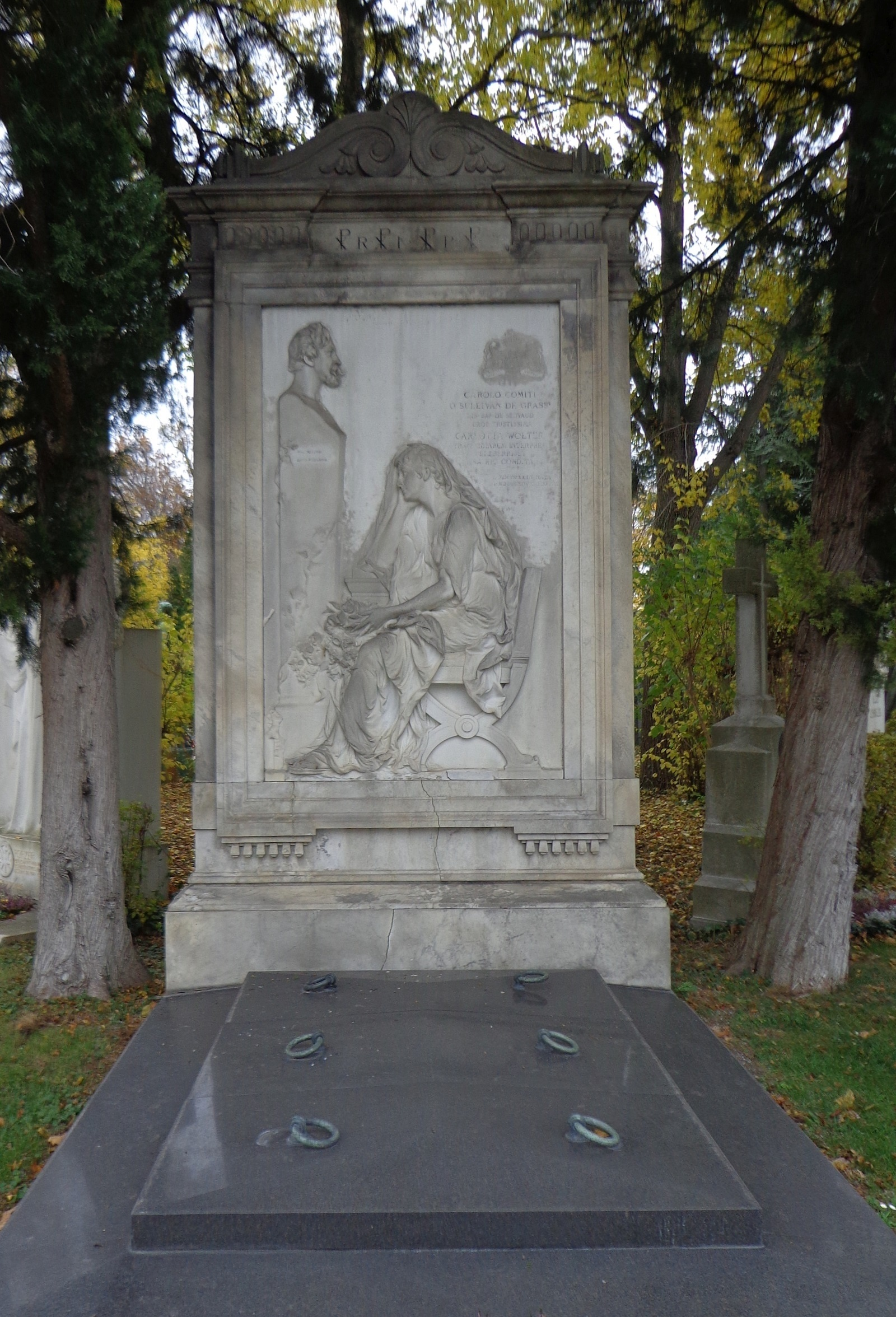
Grab Charlotte Wolters auf dem Wiener Zentralfriedhof

Charlotte Wolter wurde als Tochter des Schreibers Heinrich Wolter und dessen Ehefrau Antonetta Wolter, geb. Almstaedt, im Haus Hämergasse 10 in Köln geboren. Ihre professionelle Laufbahn (nach frühen Ballettauftritten und einer Schauspiel-Ausbildung in Wien) begann sie in Pest (heute Teil von Budapest), spielte dann in Tourneetheatern und am Carltheater in Wien und erhielt 1859 ein Engagement am neuerbauten Victoriatheater in Berlin, wo sie bis 1861 tätig war.
Ihre Darstellung der Hermione in Shakespeares Wintermärchen fand große Anerkennung und hatte auch ein erfolgreiches Gastspiel am Wiener Hofburgtheater zur Folge. Sie hatte sich zwar mittlerweile beim Thalia-Theater in Hamburg auf drei Jahre verpflichtet; doch gelang es ihr schon nach zwei Jahren, eine gütliche Lösung des Kontrakts zu bewirken, und die Künstlerin wurde so bereits 1862 für das Burgtheater in Wien gewonnen, wo sie in vielen Rollen als tragische Heldin gefeiert wurde.
Zu ihrem Repertoire gehörten die Titelrollen in Racines Phèdre, Schillers Maria Stuart, Grillparzers Sappho und Medea sowie Eugène Scribes Adrienne Lecouvreur, daneben die Rollen der Lady Macbeth in Shakespeares Stück, die der Gräfin Orsina in Lessings Emilia Galotti und jene der Messalina (in Adolf von Wilbrandts heute vergessenem Trauerspiel Arria und Messalina), die Begum Somru Friedrich Halms, die Klara in Hebbels Maria Magdalena und die Kriemhilde in dessen Nibelungen-Trilogie.
Charlotte Wolter war mit dem belgischen Diplomaten Graf Charles O’Sullivan de Grass (1837–1888) verheiratet.
1892 gab sie Hermann Bahr ein Interview über den neuen Stil an den Theaterbühnen. Dieses erschien zuerst in der Deutschen Zeitung und in Folge in Bahrs Studien zur Kritik der Moderne.
Beigesetzt wurde sie in einem Ehrengrab auf dem Wiener Zentralfriedhof (Gruppe 32 A, Nummer 20), ihrem Wunsch entsprechend im Kostüm der Iphigenie aus Goethes gleichnamigem Schauspiel, ihrer erfolgreichsten Rolle. 1898 benannte man die Woltergasse in Wien-Hietzing nach ihr.

## Porträt
- Wilhelm Breuning: Charlotte Wolter, Tragödin als 'Deborah'. Ambrotypie, 1861.[5]
- Hans Makart: Gemälde Der Einzug Karls V. in Antwerpen, 1878, linke Ecke mit Kind